# 🇵🇬
🇵🇬 is een Unicode vlagsequentie emoji die gebruikt wordt als regionale indicator voor Papoea-Nieuw-Guinea. De meest gebruikelijke weergave is die van de vlag van Papoea-Nieuw-Guinea, maar op sommige platforms (waaronder Microsoft Windows) ziet men de letters PG.
De vlagsequentie is opgebouwd uit de combinatie van de Regional Indicator Symbols 🇵 (U+1F1F5) en 🇬 (U+1F1EC), tezamen de ISO 3166-1 alpha-2 code PG voor Papoea-Nieuw-Guinea vormend.
Deze emoji is in 2010 geïntroduceerd met de Unicode 6.0-standaard.

## Gebruik

De landsvlag van Papoea-Nieuw-Guinea

Deze emoji wordt gebruikt als regionale aanduiding van Papoea-Nieuw-Guinea.

## Codering

De Emoji One-implementatie

### Unicode
In Unicode vindt men de 🇵🇬 met de codesequentie U+1F1F5 U+1F1EC (hex).

### Shortcode
Er zijn shortcodes  voor 🇵🇬; in Github kan deze opgeroepen worden met :papua new guinea:,  in Slack kan het karakter worden opgeroepen met de code :flag-pg:.